# Vaudou
 (mars 2017).
Si vous disposez d'ouvrages ou d'articles de référence ou si vous connaissez des sites web de qualité traitant du thème abordé ici, merci de compléter l'article en donnant les références utiles à sa vérifiabilité et en les liant à la section « Notes et références ».

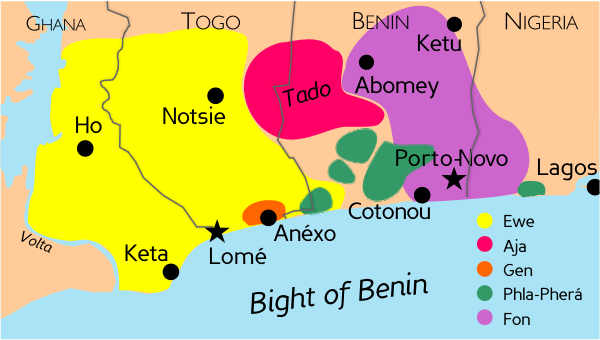
Zone d'origine du vaudou. Carte des ethnies africaines d'une partie de la côte de Guinée, entre le Nigeria et la basse-Volta.

Le vaudou ou vodou, ou vodoun, ou encore voodoo, plus rarement appelé vaudouisme, est une religion originaire des peuples Adja-Ewe-Fon (Afrique de l'Ouest). Parfois assimilé à des pratiques occultes éclatées en de multiples communautés, cette religion d'ordre cosmique issue des cultes animistes africains, est toujours largement répandue au Bénin, au Ghana et au Togo.
À partir du XVIIe siècle, les hommes capturés, réduits en esclavage, originaires de cette région d'Afrique répandirent le culte vaudou aux Caraïbes et en Amérique. Le vaudou se retrouve donc sous différentes formes à Cuba, en Haïti (vaudou haïtien), au Brésil ou encore aux États-Unis (notamment en Louisiane). Il s'est aussi répandu en Afrique du Nord, où il se retrouve sous différentes formes, dont la plus connue est le Gnawa au Maroc mélangé au folklore religieux berbéro-musulman. Le culte vaudou compte environ 50 millions de pratiquants dans le monde. De nombreuses communautés « vaudouisantes » existent dans le monde entier, majoritairement sur le continent américain, et aux Antilles.
Il existe en Europe des communautés plus discrètes mais néanmoins actives tel que le Hounfor bonzanfè, le Lakou sans Lune ou le Hounfor Konblanmen.
Au début du XXIe siècle, le vaudou s'étend également au Canada où de nombreuses communautés ont vu le jour et tentent de mettre ce système de croyance au-devant de la scène.
En Europe, il existe deux musées consacrés au vaudou : à Essen en Allemagne (le Soul of Africa Museum), et à Strasbourg en France (le château Vodou). En 2024-2025, une exposition au musée de quai Branly-Jacques Chirac consacrée aux Zombis a présenté de nombreuses pièces du vaudou.

## Origine et histoire
Le vaudou est né de la rencontre des cultes traditionnels des dieux yorubas et des divinités  akans : Aja, fon et ewe, lors de la création puis l'expansion du royaume Fon d'Abomey aux XVIIe et XVIIIe siècles.
Le vaudou est le fondement culturel des peuples qui sont issus par migrations successives de Tado au Togo, les Aja (dont les Fons, les Gouns, les Ewe… et dans une certaine mesure les Yoruba…) peuples qui constituent un élément important des populations au sud des États du Golfe du Bénin (Bénin, Togo, Ghana, Nigéria…).
Le mot vaudou provient du terme vodoun de langue fon. Le « n » final de vodoun, quasi inaudible, fut retiré, donnant ainsi le terme vaudou, ayant plusieurs orthographes selon les pays en fonction de ce que les colons ont phonétiquement rapporté. Le terme vaudou n'existe d'ailleurs pas au Bénin et c'est bien le terme de langue fon qui est employé pour désigner cette pratique. Le vaudou désigne l'ensemble des dieux ou des forces invisibles dont les hommes essaient de se concilier la puissance ou la bienveillance. Il est l'affirmation d'un monde surnaturel, mais aussi l'ensemble des procédures permettant d'entrer en relation avec celui-ci. Le vaudou correspond au culte yoruba des Orishas.
De même que le vaudou est un culte à l'esprit du monde de l'invisible. À chaque ouverture, le prêtre vodoun demande l'aide de l'esprit de Papa Legba pour ouvrir les portes des deux mondes.
Le vaudou vient des croyances de certaines tribus/castes africaines qui se sont répandues et déformées par l'acculturation d'un christianisme dominant en Amérique et la violence de l'esclavagisme négrier, croyances qui étaient d'ailleurs elles-mêmes rejetées à l'origine par d'autres tribus/castes africaines voisines : il s'agit d'une « magie » se voulant maléfique et, en Afrique, cachée, car représentant des « valeurs décadentes » pour la majorité des Africains bien avant l'arrivée des Européens.
Avec la déportation de certains Africains vers d'autres pays et continents, la culture vaudoue s'est étendue à l'Amérique et aux îles des Caraïbes notamment Haïti.
La pratique de leur religion et culture était interdite par les colons, passible de mort ou d'emprisonnement, et se pratiquait par conséquent en secret. Le vaudou a cependant intégré certains rites et conceptions catholiques.
Le vaudou a perduré et ses pratiquants affichent sans craintes leur croyance. Face à l'extension démographique et aux besoins en terres agricoles au Bénin, les forêts sacrées abritant des divinités vodoun servent de refuge à la faune et la flore, comme Cercopithecus mona, car la croyance vodoun protège ces forêts.

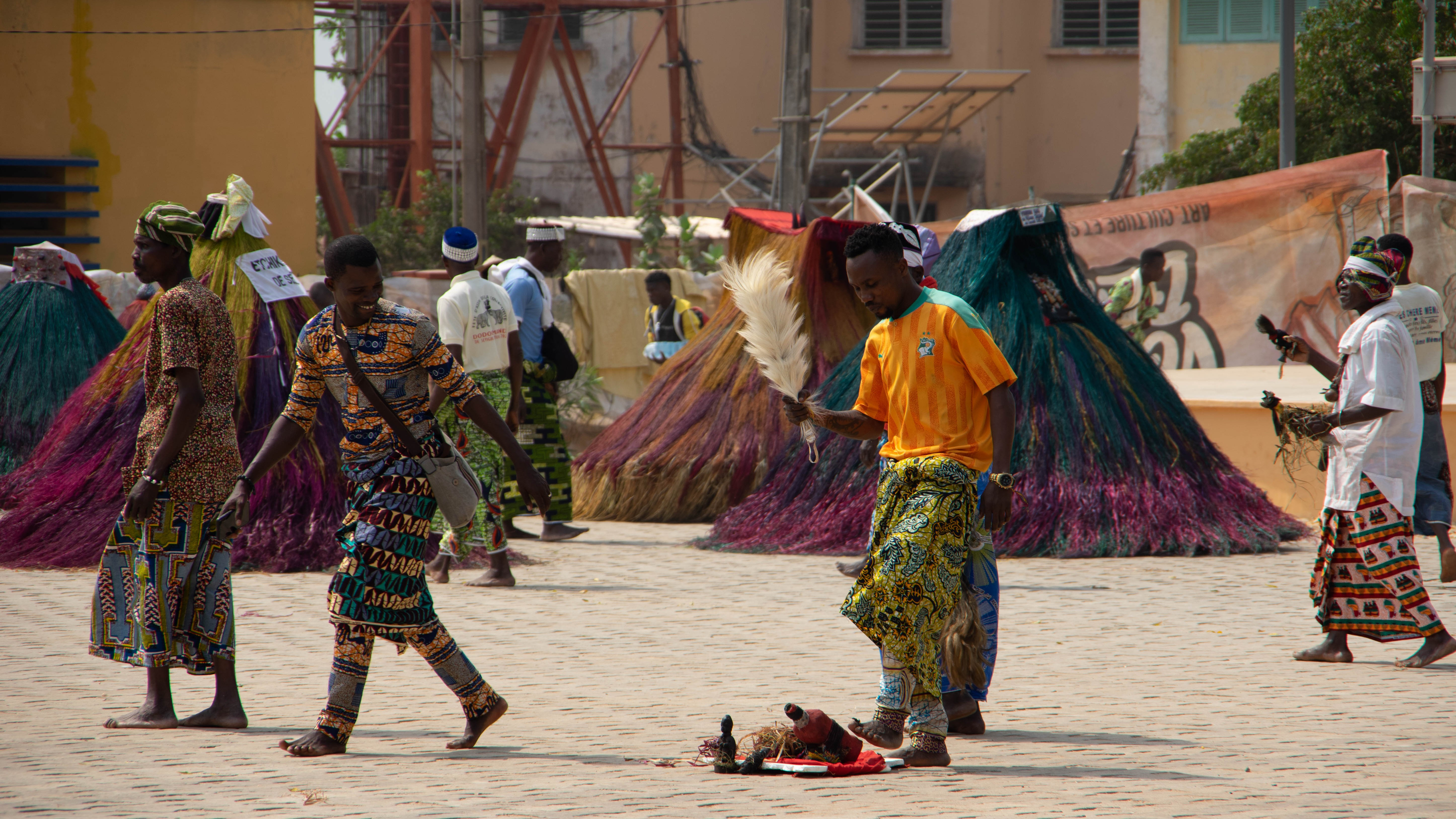
Célébration fête du Vodoun à Ouidah

## Panthéon vaudou en Afrique

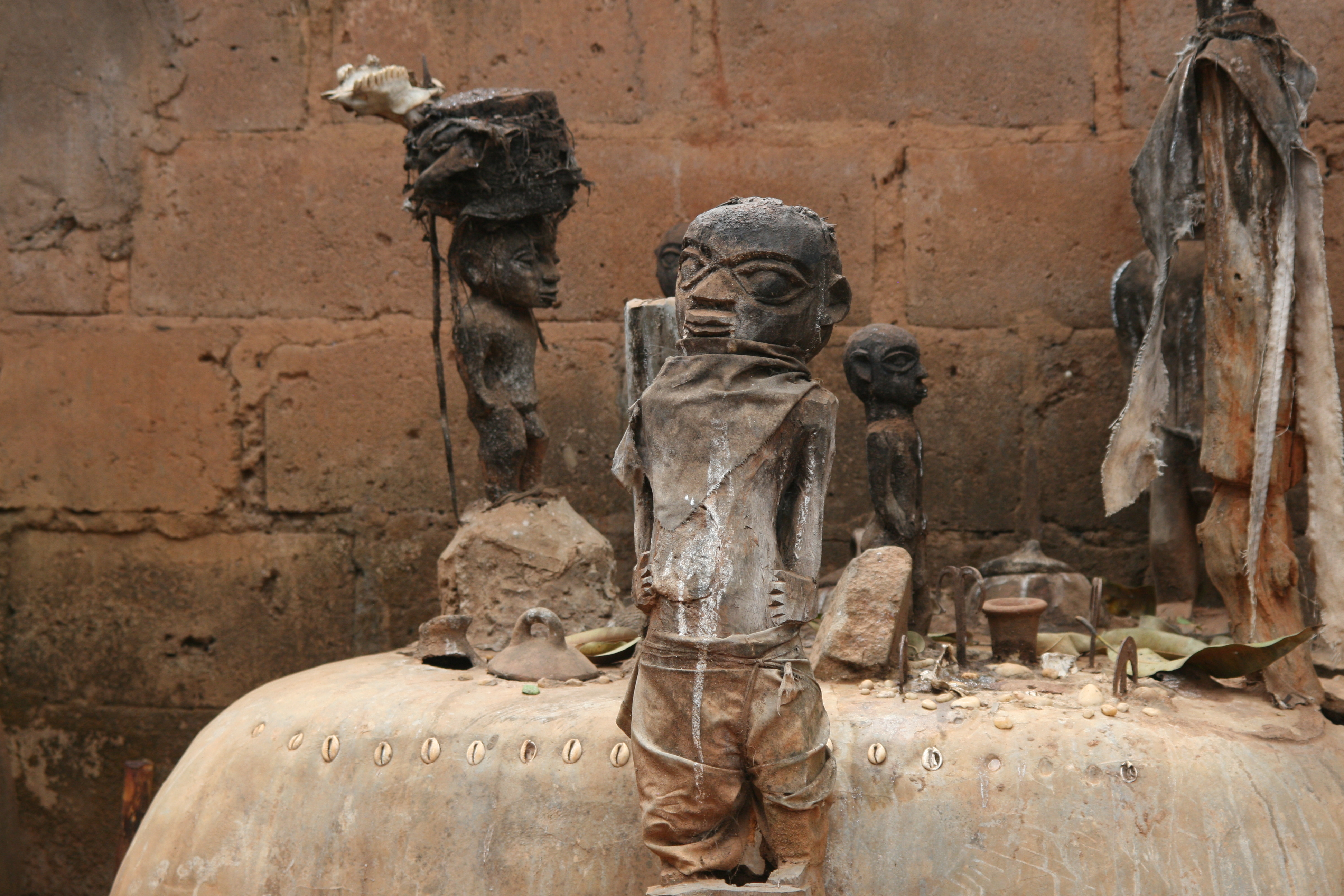
Autel vaudou et fétiches à Abomey au Bénin (2008).

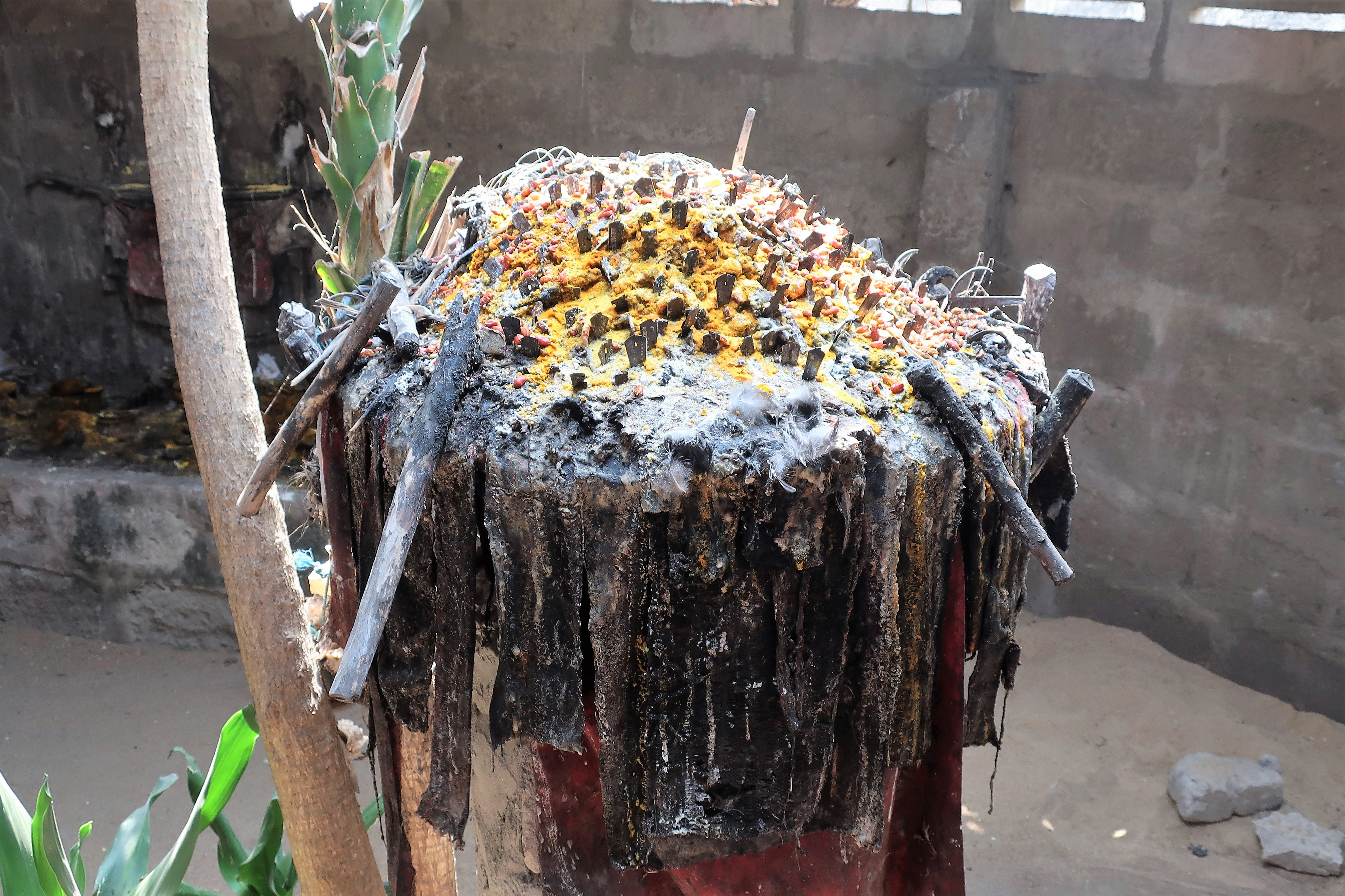
Vodun à Grand-Popo.

Le panthéon vaudou est avant tout constitué des forces de la nature, comme dans le chamanisme. Les vaudou (loa, lwa) et leurs relations renvoient aux puissances naturelles que sont la foudre, la mer, la maladie, etc.
Mais le culte vaudou s'intéresse aussi à d'autres entités surnaturelles, telles que les ancêtres divinisés et les monstres (et autres animaux).

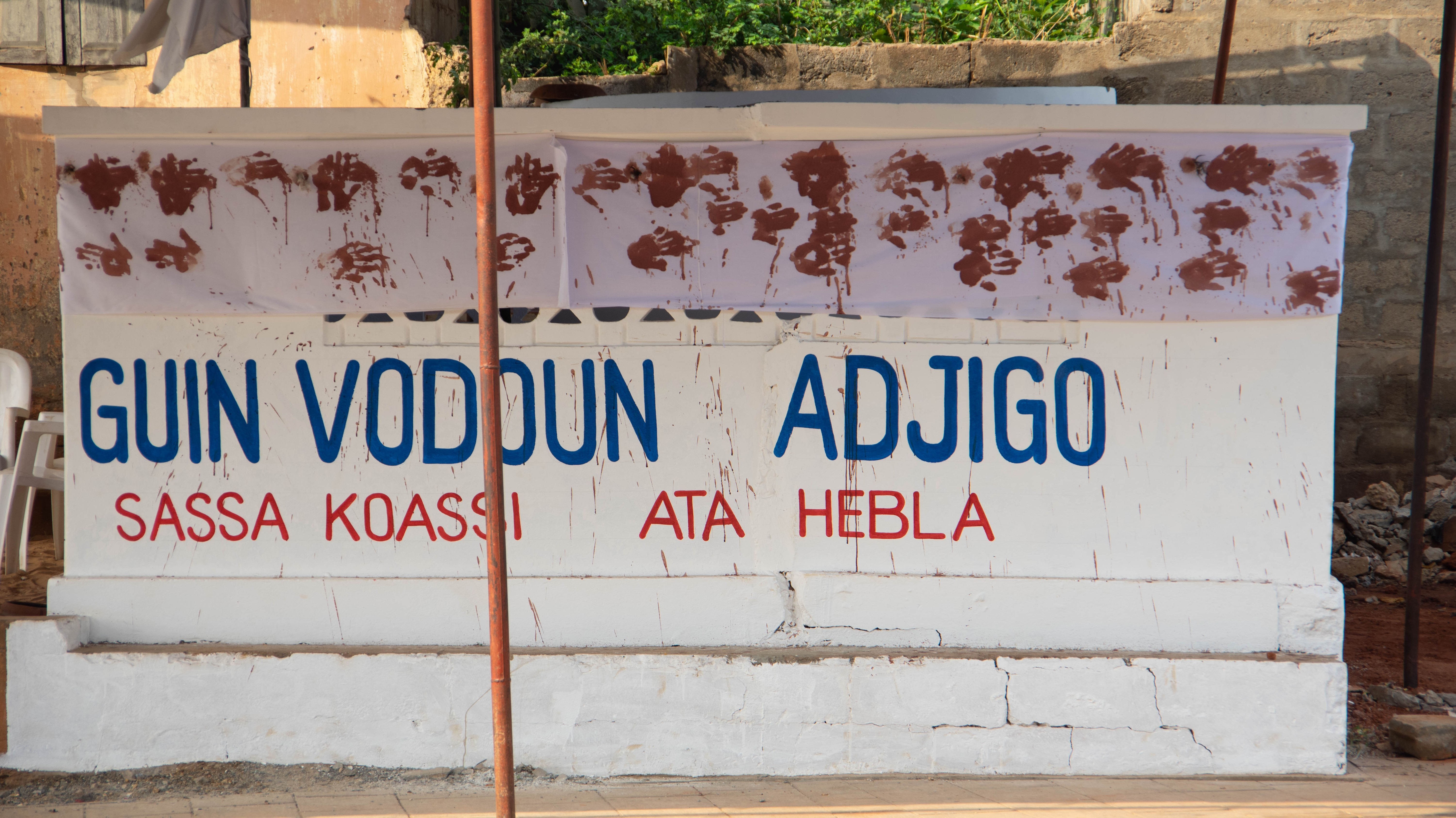
Plaque illustrative d'un site de la divinité "GUIN VODOUN"

### Dieux (ou vaudousa)
Mawu (prononcé ma-whou) est le Dieu suprême qui règne sur les autres dieux, créateur de toute chose. (mawu lo lo pour « Dieu est grand » ; akpé na mawu pour « merci à Dieu » ; mawuena(m) pour « don de Dieu »). Il/elle est androgyne, c’est-à-dire ni homme ni femme (Son nom complet est Mawu-Segbo-Lisa ou Mawu-Lisa, Mawu pour la version féminine et Lisa pour la version masculine). Sans apparence au sens humain du terme, on peut donc dire qu’il est donc la totalité de l’univers visible et invisible . Mawu n'ayant pas de forme, il n’est donc jamais représenté(e), ni en peinture ni associée à des objets, comme le sont les autres vaudous.

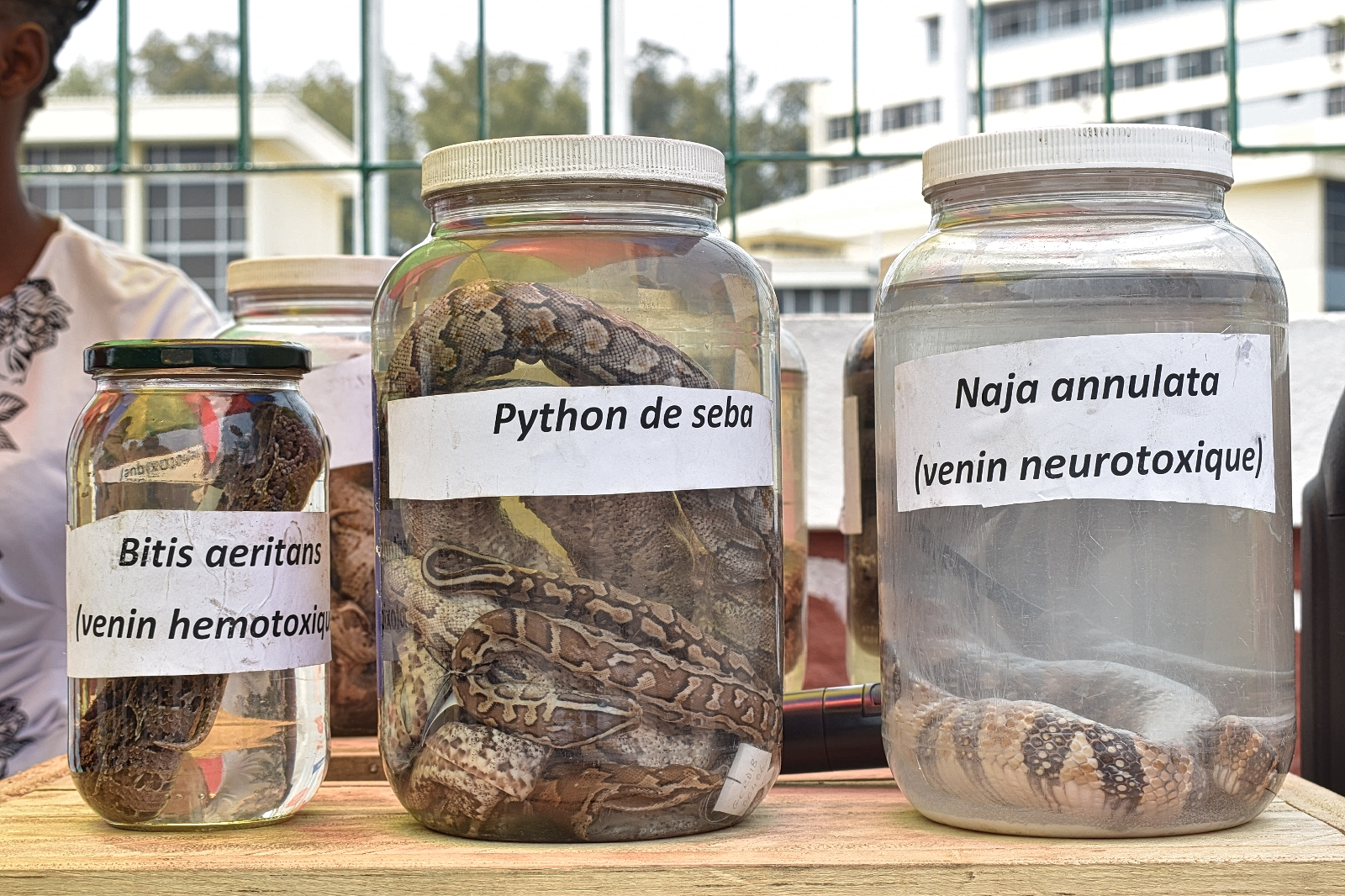
Exposition des serpents vivants et morts

Mawu est incréé et créateur de tous les autres vaudous. Mawu n'intervient pas dans la vie des humains. Il aurait créé les autres vaudous pour qu'ils soient en relation avec les hommes et le monde. « Mawu » ne fait pas partie à proprement parler du panthéon vaudou ; c'est un concept, une entité plutôt qu'une personne ; littéralement Mawu doit se traduire par « l'inaccessible ». Ce qui explique qu'il n'y a nulle part dans l'aire du vaudou un culte pour Mawu ; on ne fait que le remercier, le glorifier. On la dit bienveillante envers toutes les créatures.
Les chrétiens Ewés et Fons utilisent le même mot Mawu pour désigner le Dieu chrétien.
Le panthéon vaudou est fait d'une multitude de Lwas, qui sont des esprits, des divinités inférieures, pouvant entrer en communication et même collaborer avec les humains. Les Lwas se matérialisent le plus souvent dans des objets inanimés de la nature, tel des pierres et des arbres ; c'est pourquoi on qualifie le vaudou d'« animiste ».
Une des plus importantes Lwas est Erzulie, ou Erzulie Freda, déesse de l'amour. On trouve aussi Gu (l'Ogoun des Yorubas), dieu de la guerre (et des forgerons), Ogoun Zobla (l'intelligence pure et la réussite) Sakpata, dieu de la maladie, de la guérison et de la Terre, Damballa, esprit de la connaissance, ainsi que le puissant Hevioso, dieu de l'orage et de la foudre. Ce dernier est accompagné d'un nain ou d'un homoncule chargé de forger ses éclairs. Legba, quant à lui, a la fonction d'intermédiaire et de messager des dieux. Il est assimilé, dans le vaudou syncrétiste haïtien, à Saint Pierre, qui détient les clefs du Paradis et de l'Enfer. Il préside le lavage des mains d'eau et de rhum.
Dans le vaudou en Afrique, il n'y a pas les concepts de paradis et d'enfer. Lêgba (Eshu pour les Yorubas) est en effet le dieu le plus important en cela qu'il est le dieu des croisements, le dieu de la réflexion ; son rôle d'intermédiaire vient ensuite. Il forme avec la divinité Fa (ou Ifa) un couple porteur de la pédagogie de cette culture.

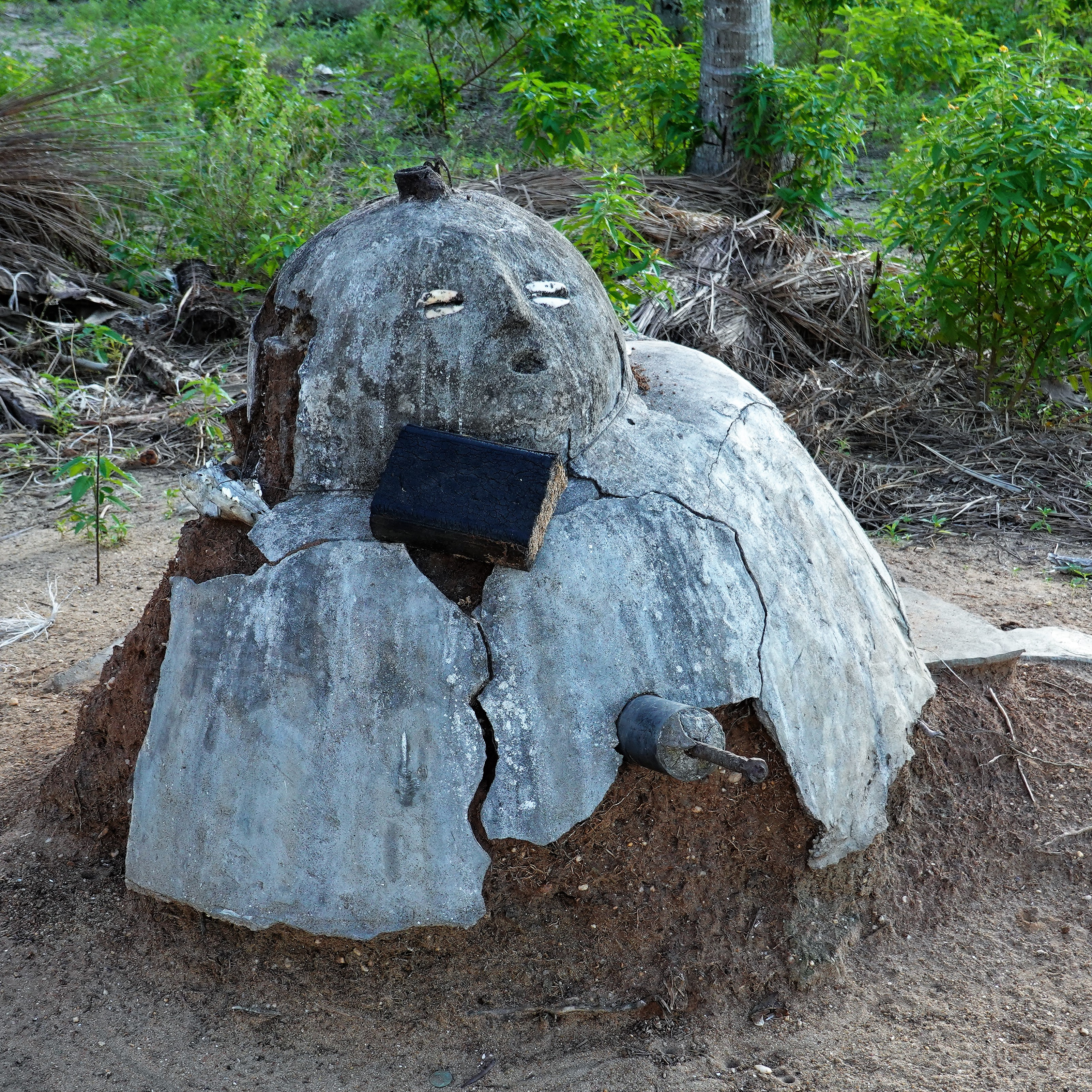
Papa Legba.

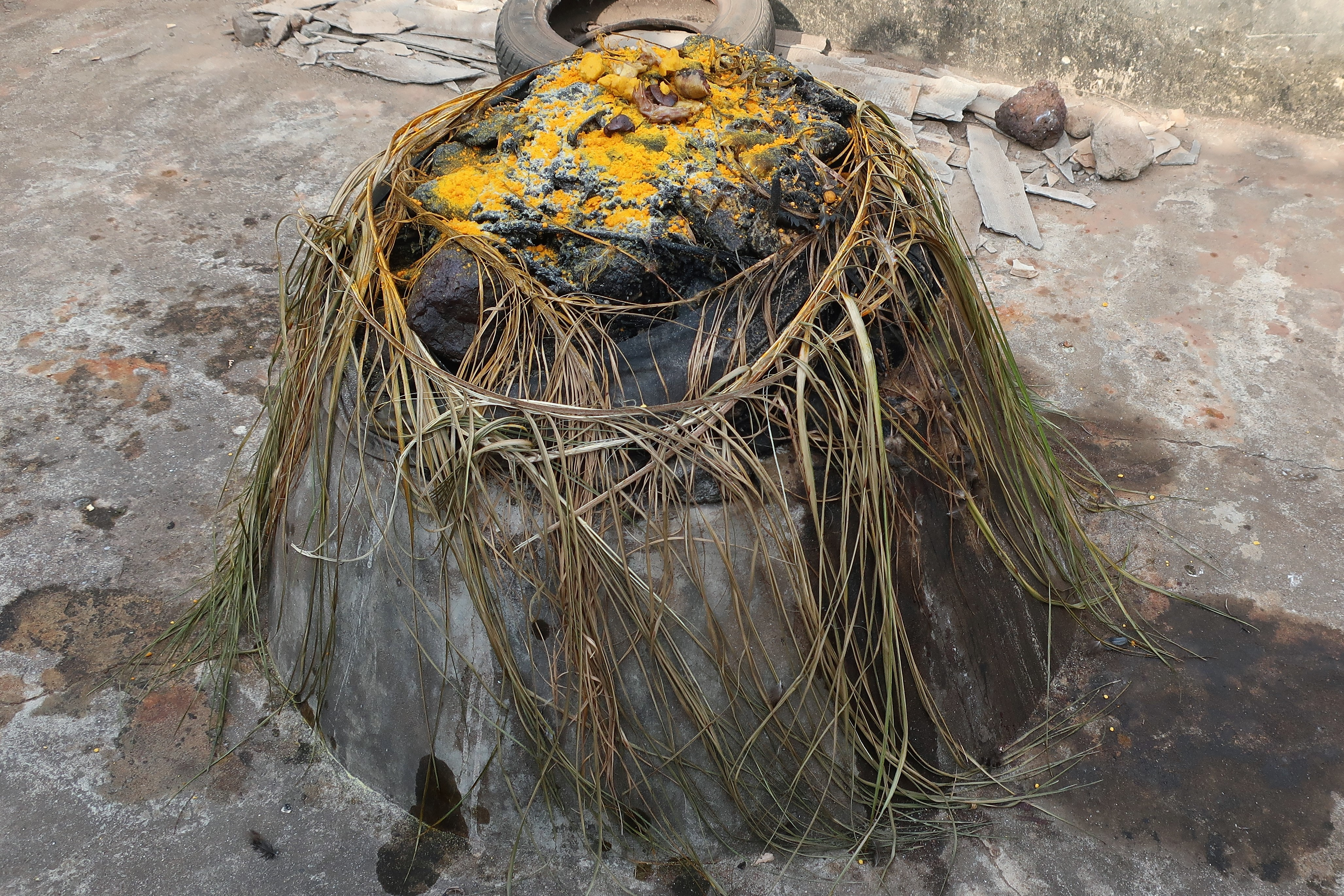
Vodun à Ouidah.

### Autres divinités
Mami Wata (aussi appelée Yemendja par les Yorubas), un culte spécial lui est même consacré. C'est la (déesse) mère des eaux, déesse crainte des pêcheurs, elle symbolise aussi bien la mer nourricière que l'océan destructeur. Mami Wata est avant tout une divinité éwé, dont le culte est très présent sur la côte atlantique du Togo (mais aussi au Nigéria, au Cameroun, au Congo-Kinshasa) où elle symbolise la puissance suprême. Mami Wata est souvent représentée en peinture où elle figure sous les traits d'une sirène ou d'une belle jeune femme brandissant des serpents.
Mami Wata n'est pas une adaptation de l'anglais comme on le croit parfois. Dans la langue mina qui est parlée au Sud du Togo et une partie du sud du Benin, « Amuiê » veut dire serrer « Ata » veut dire la/les jambes. Après les rituels dédiés à la déesse des eaux pour la fécondité de la femme et dont la principale demeure est l'Océan, le maître (Hougan) ou la maîtresse (Mambo) de cérémonie lui demande de répéter : «Mamui Ata» ce qui veut dire : « je serre les jambes » afin de garder pendant un moment ce que la Déesse a ensemencé. Avec le temps, on nomma la déesse « Amuia Ata » et avec les déformations phonétiques successives le nom « Mamui Ata » est devenu « Mami Wata ».[réf. nécessaire]
Dan : pour les Fon, Dan désigne le serpent, plus particulièrement le python, un animal sacré qu'on ne doit pas tuer. Dan a assisté à la création et soutient l'univers. Son culte est surtout répandu à Ouidah et dans sa région, où l'on trouve de nombreuses maisons aux serpents.

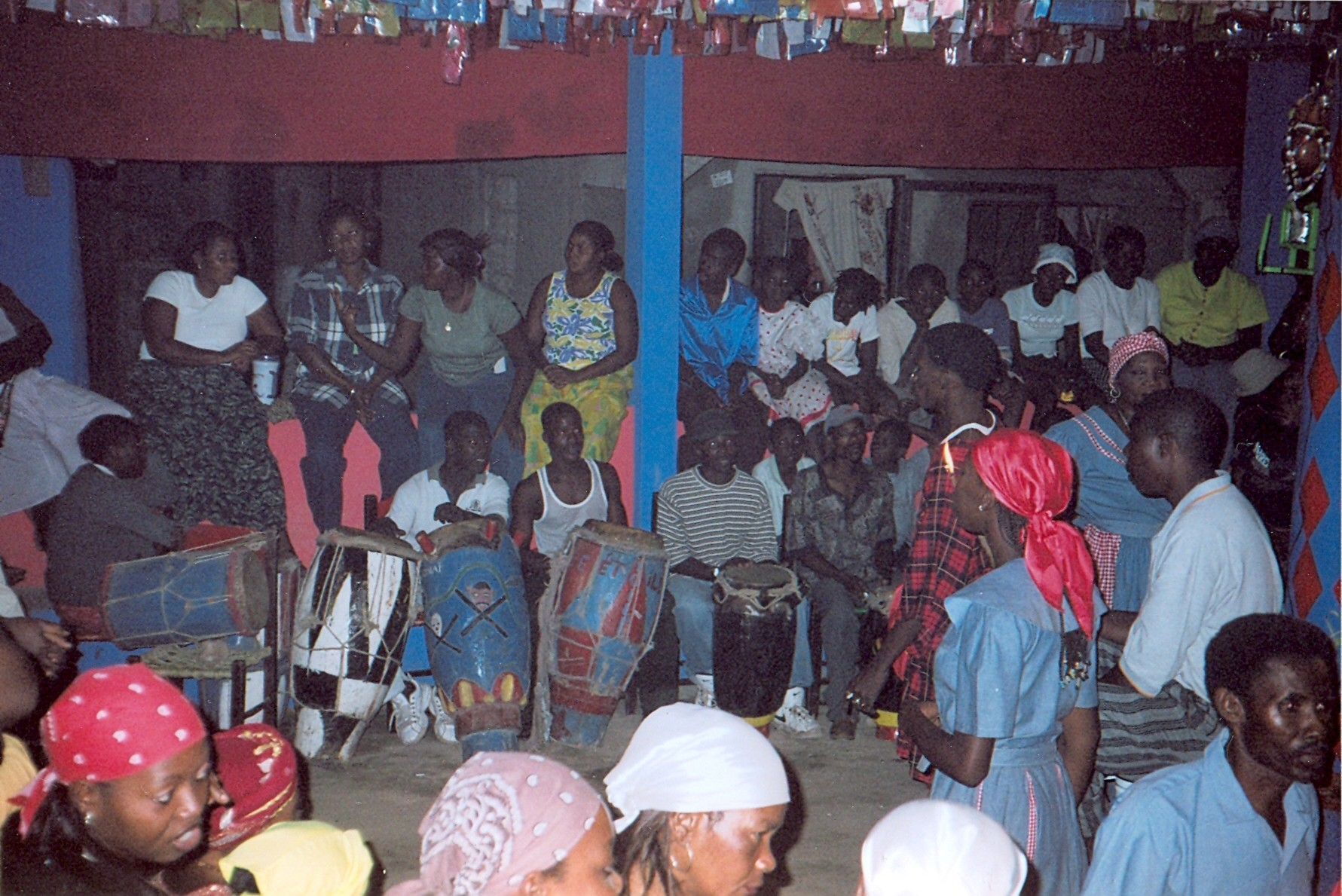
Cérémonie vaudou à Jacmel, Haiti.

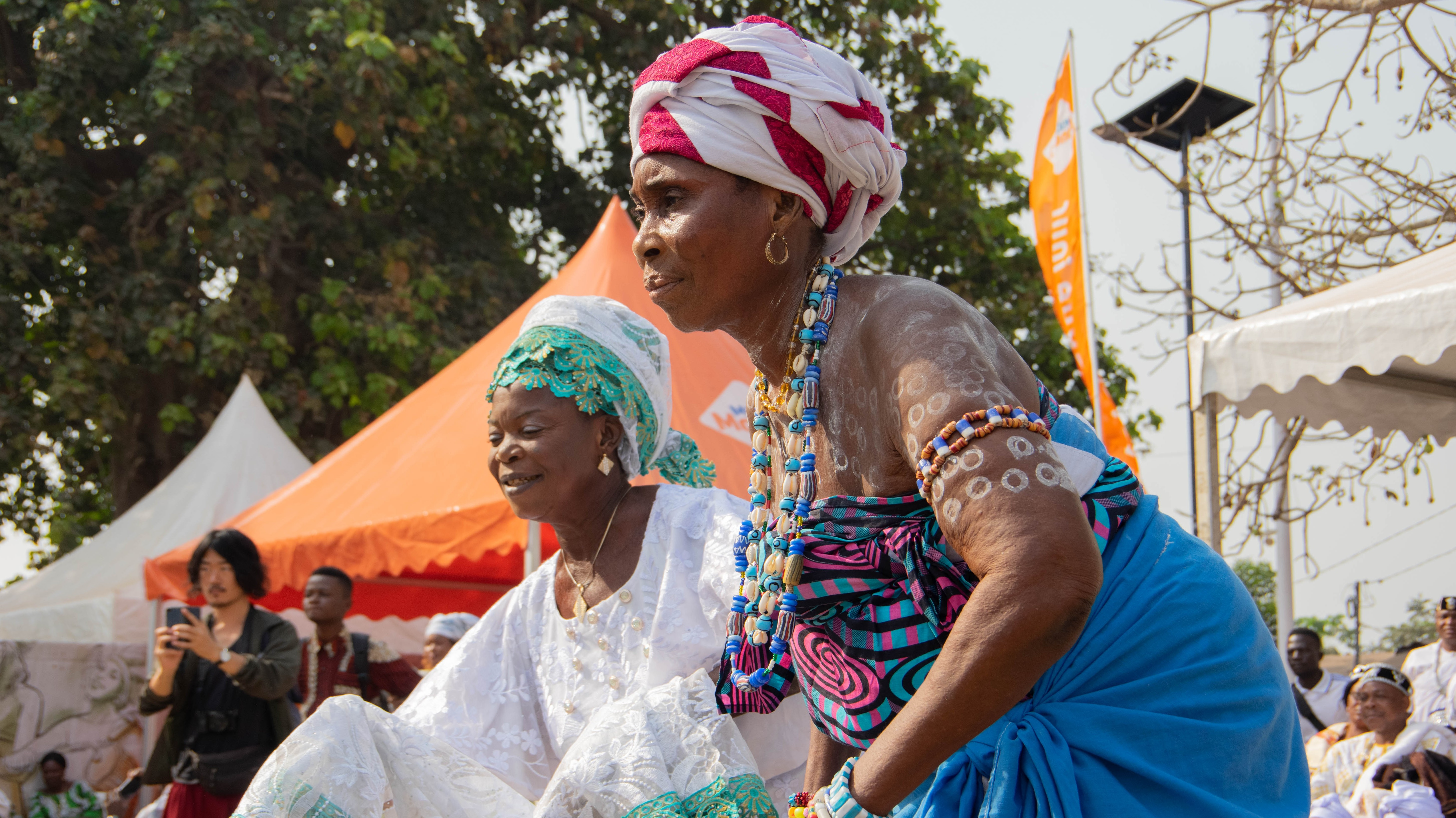
Des adeptes d'une divinité vodoun au Bénin

## Culte et pratiques vaudou hors d'Afrique
Le vaudou vient d'Afrique de l'Ouest, mais on pratique aussi un vaudou partout où des esclaves africains ont été déportés, comme dans certaines îles des Caraïbes ou dans quelques pays d'Amérique comme le Brésil, les États-Unis, le Mexique, etc.
Les vaudous pratiqués en dehors du continent africain sont souvent des variantes et des restes de la religion d'origine. En effet, les esclaves interdits de pratiquer leurs langues et cultes n'ont réussi à conserver qu'une infime partie de leur patrimoine culturel.

## L'inspiration vaudou

### Cinéma
Le vaudou a inspiré un grand nombre de films. Par exemple :
- White Zombie, 1932, de Victor Halperin, avec Bela Lugosi — le tout premier film consacré aux zombies.
- Vaudou (I walked with a zombie), 1943, de Jacques Tourneur — le classique du genre.
- I Eat Your Skin, 1964, de Del Tenney.
- Vivre et laisser mourir, 1973, avec Roger Moore et Jane Seymour.
- Sous le signe du vaudou, 1974, de Pascal Abikanlou.
- Le Parfum de la dame en noir, 1974, avec Mimsy Farmer.
- La Nuit fantastique des morts-vivants, 1980, de Joe D'Amato.
- Angel Heart : Aux portes de l'enfer, 1987, d'Alan Parker.
- L'Emprise des ténèbres, 1988, de Wes Craven.
- Jeu d'enfant, 1988, de Tom Holland, avec Brad Dourif.
- Predator 2, 1990, avec Danny Glover
- Minuit dans le jardin du bien et du mal, 1997, de Clint Eastwood.
- Rencontre avec Joe Black, 1998, avec Brad Pitt, Anthony Hopkins, Claire Forlani
- Des hommes et des dieux, documentaire d'Anne Lescot et Laurence Magloire, 2002.
- La Porte des secrets, 2005, d'Iain Softley, avec Kate Hudson, Gena Rowlands, John Hurt.
- Les deuxième et troisième volets de la saga Pirates des Caraïbes, dans lesquels le personnage de Tia Dalma a des pratiques vaudous.
- La Princesse et la Grenouille, 2009.
- Zombi Child, 2019, de Bertrand Bonello

### Jeux vidéo
(mars 2015).
- Gabriel Knight : The Sins of the Fathers (1993) est un jeu d’aventure  se déroulant à La Nouvelle-Orléans dont le thème principal est le vaudou.
- Dans Blood II: The Chosen (1998), la poupée vaudou est une arme. Elle blesse ou tue son utilisateur s’il ne vise pas correctement l’ennemi.
- La série Monkey Island (depuis 1990) contient souvent des thèmes vaudou.
- Shadowman (1999) est un jeu ou l’on incarne le légendaire guerrier vaudou gardien du masque des ombres capable de se déplacer du monde des vivants au monde des morts en quête des âmes noires.
- Dans la série Warcraft (depuis 1994), le vaudou est la religion maléfique des trolls, pour continuer à rester indépendant le prêtre des ombres doit rester sur la « ligne grise ».
- Voodoo Vince (2003).
- Grand Theft Auto: Vice City (2002) est un jeu où il y a dans le gang des Haïtiens de nombreuses références au vaudou : la voiture qu'ils conduisent s'appelle la Voodoo et leur chef, Tata Poulet (Auntie Poulet), qui possède des fabriques de drogue, est décrite comme une sorcière vaudou. En guise de rituel d'envoûtement, elle donne des potions vaudous bourrées de drogues à Tommy Vercetti afin de se servir de lui et de le forcer à coopérer dans sa guerre avec les Cubains.
- La série des Crash Bandicoot (depuis 1996) comprend de nombreuses références à la culture vaudou.
- Le premier opus Sly Raccoon (2002) de la série Sly laisse apparaître l'un des membres du groupe des cinq maléfiques, Miss Ruby, comme pratiquante du vaudou dans les marais d'Haïti.
- Dans Saints Row 2 (2008), un des trois gangs ennemis se nomme « Sons of Samedi », c'est un gang qui pratique le vaudou, tout au long du jeu on peut voir des références à la culture vaudou, vers la fin du jeu on affronte le bras droit du gang, Monsieur Sunshine, il utilise une poupée vaudou comme arme pour nous faire voler dans les airs, la pièce où il se trouve est remplis d'objets lié à la culture vaudou et des Vévés sont dessinés au sol. Le chef du gang, nommé Le Général a un corbillard transformé en limousine et qui se prénomme Hounfor.
- Dans le jeu Clayfighter 63 1/3 (1997), on peut incarner « Houngan », un combattant chamane qui se sert d’un poulet plumé dans une main et d’un bâton magique de l’autre pour battre ses concurrents en pâte à modeler, il peut également voler et faire apparaître des mains de zombies à l’autre bout de l’écran pour surprendre l’adversaire[7].
- Dans Assassin's Creed III: Liberation (2012), le jeu prend place dans la Louisiane du XVIIIe siècle, le joueur est amené à effrayer des soldats espagnols en leur faisant croire à une malédiction vaudou au cours d'une mission. Des poupées vaudou disséminées un peu partout sur la carte sont également à collecter.
- Dans Diablo III (2012), il est possible d'incarner le personnage du féticheur qui est largement inspiré du vaudou.
- Dans Castlevania: Dawn of Sorrow (2005), le premier boss, le Maître des Poupées, place des poupées vaudous dans une vierge de fer afin de blesser Soma. L'astuce consiste à détruire les poupées avant qu'il ne les place.
- Dans Cyberpunk 2077, les Voodoo Boys sont un gang de hackers haïtien associant des rituels vaudous au piratage.
- Dans Brawl Stars, le brawler Juju utilise le vaudou pour manipuler les éléments, et fabriquer des poupées pour se battre ou pour les vendre aux visiteurs de Starr Park.

### Télévision

#### Séries télévisées
- Mystère vaudou, épisode 15 de la deuxième saison de X-Files, met en scène les rites, mythes et pratiques du vaudou.
- La Secte rouge, épisode 19 de la première saison de Bones, situe l'intrigue au cœur de La Nouvelle-Orléans après l'ouragan Katrina et met en scène deux factions vaudou opposées.
- Noirs destins, épisode 9 de Crimes en série, présente une série de meurtres rituels s'inspirant des pratiques et de l'esthétique vaudou.
- Starsky et Hutch, épisode 1 (en 2 parties) de la saison 3, Titre VF : Créatures de Rêves - Titre VO : Murder on Voodoo Island
- Sydney Fox, l'aventurière dans l'épisode 9 « Ensorcellement » de la saison 2
- American Horror Story : Coven (saison 3), la série traite de la sorcellerie et du vaudou. L'histoire se déroule à la Nouvelle-Orléans.
- Deux flics à Miami, épisode 8 de la saison 2
- Les Contes de la crypte (série télévisée), Troisième saison , épisode 6 « La Perle noire ».
- Maroni, les fantômes du fleuve, série télévisée française dont l'intrigue se déroule en Guyane.
- Les nouvelles aventures de Sabrina, série netflix mettant en scène le personnage de Mambo Mari le Fleur, une prêtresse Vaudou, dans la partie 3, ainsi que le Baron Samedi, un Lwa, dans la partie 4 .
- Caraïbes offshore épisode « Rituel vaudou »
- Mortel, série Netflix mettant en scène trois adolescents qui voient leur vie bouleversée par Obé, un dieu vaudou fictif.
- Cloak and Dagger, série sur les héros de comics Marvel éponymes, met en scène des pratiques vaudou tout au long de la trame principale.

#### Séries d'animation
- Martin Mystère : Le Vaudou Frappeur (épisode 2, saison 2), Martin et son équipe font face à un sorcier en Louisiane qui utilise des sortilèges vaudous.

### Clips musicaux
- Me and the Devil Blues, de Robert Johnson en 1938. Animation par Ineke Goes[8].
- Voodoo Child (Slight Return), de Jimi Hendrix au Festival de Woodstock en 1969. Film réalisé par Michael Wadleigh assisté de Martin Scorsese sorti sur les écrans en 1970[9].
- Le vaudou (est toujours debout), du groupe français Téléphone, issu de leur premier album en 1977[10].
- Africa, Voodoo Master dans son adaptation anglaise, interprétation de Rose Laurens en 1982[11],[12].
- Voodoo People, du groupe britannique The Prodigy. Réalisation de Walter Stern et Russell Curtis en 1994[13].
- Voodoo in My Blood, du groupe britannique Massive Attack (feat. Young Fathers). Réalisation de Ringan Ledwidge avec Rosamund Pike en 2016[14].

### Littérature
- La magie vaudou a inspiré Carl Barks dans la création du personnage de bande-dessinée Bombie le zombie, un zombie porteur d'une malédiction envoyé par le sorcier Houla Lala aux trousses de Balthazar Picsou. Il sera ensuite repris par Keno Don Rosa dans La jeunesse de Picsou.
- Le baron Samedi est un personnage récurrent dans la saga littéraire Amos Daragon.